# Ortografia della lingua francese
Il processo di definizione dell'ortografia francese iniziò con la promozione della lingua francese a statuto di lingua ufficiale durante il regno di Francesco I, anche se probabilmente già prima si era riflettuto sulle norme da adottare. Nel XVII secolo con l'istituzione dell'Accademia francese, incaricata di redigere il dizionario di riferimento, la monarchia centralizzatrice cercò di istituire una sorta di «ortografia di Stato». Nel XIX secolo, la scuola pubblica e laica fece dell'ortografia strettamente normalizzata una delle sue regole principali.

## Storia
L'ortografia del francese si è fissata a partire dall'XI secolo. Da quest'epoca si nota in effetti una certa coerenza nei manoscritti redatti nella lingua d'oïl. Questa ortografia ha le caratteristiche seguenti:
- le consonanti finali si pronunciano;
- [ɲ] è scritta ign (gaaignier «gagner»);
- [s] intervocalica è scritta talvolta s (invece di ss);
- [k] è scritta talvolta k (invece di c o qu);
- us finale è abbreviato in x;
- vi sono poche lettere mute e lettere doppie;
- [e] è scritta ez o es ;
- [ɛ] è scritta es o e seguita da una consonante doppia[2].

A partire dal XIII secolo, l'ortografia francese conobbe importanti sconvolgimenti, che in particolare facevano seguito all'evoluzione della lingua (passaggio dall'antico francese al medio francese). Essa si allontanò allora dal fonetismo e divenne più «ideografica». Fu in quest'epoca che apparve la s lunga, il punto sulla i, la j.
All'inizio del XVI secolo, l'ortografia cominciò ad avere un effetto sulla pronuncia. Consonanti inizialmente mute, introdotte seguendo l'etimologia, cominciarono a essere pronunciate (la b di subtil, ad esempio). Sotto l'impulso di stampatori e scrittori (particolarmente Ronsard), apparve un'ortografia riformata, più vicina alla pronuncia: introduzione degli accenti, soppressione delle lettere «greche» (ph, th, rh, y), della y che trascrive [i], della ez che trascrive [e], della x finale muta, sostituzione di en pronunciato [ɑ̃] per an. Ma il Dictionnaire françois-latin (1549) di Robert Estienne avrebbe segnato il ritorno a un'ortografia antica (y che trascrive [i], es che trascrive [e] o [ɛ], ristabilendo lettere greche, soppressione della maggior parte degli accenti).
Nell'agosto 1539, Francesco I promulgò l'ordinanza di Villers-Cotterêts che sostituì il latino con il francese come lingua officiale dei documenti giuridici e amministrativi. Questo testo d'altronde fu redatto esso stesso in francese sotto il titolo «Ordonnan du Roy sur le faid de justice». Questa decisione avrebbe favorito l'omogeneizzazione dell'ortografia sulla base dell'etimologia latina. Francesco I, che fu soprannominato il Padre delle Lettere, avrebbe contribuito ancora all'affermazione della lingua scritta con la creazione dell'Imprimerie nationale, del deposito legale, del Collège royal (il futuro Collège de France).
La seconda metà del XVII secolo sarebbe stata tuttavia segnata da una certa resistenza dell'ortografia «modernista» seguendo il principio che l'uso determina la regola. Nel 1635, il cardinale di Richelieu crea l'Académie française allo scopo di normalizzare e di perfezionare la lingua francese. Da allora, l'Académie sarebbe stata il luogo dove si sarebbero promulgate le regole della lingua scritta ufficiale ma anche erudita. La redazione di un Dictionnaire de l'Académie française sarebbe stata l'occasione per definire un'ortografia lessicale che tiene conto nello stesso tempo dell'uso, dell'etimologia e dei vincoli fonetici. L'Académie française scelse di utilizzare nella prima edizione del suo Dictionnaire (1694) l'ortografia degli atti giudiziari reali, cioè un'ortografia arcaizzante, vicina a quella preconizzata nel secolo precedente da Robert Estienne.
Nel 1718, con la sua seconda edizione, il Dizionario introdusse in modo sistematico le lettere j e v sostituendo lettere mute che permettevano fino ad allora di distinguere le parole omonime scritte rispettivamente con le lettere ii e u (così «apuril» divenne « avril »). Peraltro, certe lettere etimologiche furono soppresse, come anche certe «s» mute interne. Nello stesso tempo, altre lettere mute fecero la loro apparizione, spesso per ricordare l'etimologia latina (la g di doigt con riferimento a digitus) delle parole, talvolta per altre ragioni (la h introdotta in huile o la l aggiunta a ennuyeulx non avevano niente di etimologico). Nel 1740, con la terza edizione, un terzo delle parole cambiò ortografia e apparvero gli accenti (ad esempio, throne, escrire, fiebvre divennero trône, écrire, fièvre, ecc.). Nel 1835, per la sesta edizione del suo Dictionnaire l'Académie impose che le terminazioni in ois che si pronunciavano «è» si scrivessero d'ora in poi con ais (français, j'étais…).
All'inizio del XIX secolo, si fissò l'etimologia e, contrariamente agli altri paesi romanzi, prevalse la corrente etimologista e non quella fonetica.
L'ortografia si evolse così sul filo delle decisioni dell'Académie ma anche sotto l'influenza dei linguisti, lessicografi, grammatici e altri eruditi che produssero molti dizionari ed enciclopedie (Diderot e d'Alembert, Pierre Larousse). Gli stampatori formarono un'altra fonte d'influenza sull'ortografia. E parallelamente, l'istituzione scolastica avrebbe giocato un grande ruolo nelle evoluzioni dell'ortografia sia nell'emergere di nuove pratiche che nella resistenza a certe riforme (quella del 1990, per esempio).

## Principi e regole
- Ortografia lessicale:
  - Esempio dell'accento circonflesso
  - Esempio del plurale delle parole in ou
- Ortografia sintattica:
  - Esempio dell'accordo del participio passato

## Riforme e tentativi di riforme
- Proposte del 1562: Pierre de La Ramée propone la distinzione della U e della V, della I e della J, nonché le tre E: e, é, è.
- Riforma del 1718: sono adottate varie semplificazioni, ad esempio la es è scritta ê secondo la pronuncia[6][7].
- Riforma del 1740 e 1762: un terzo delle parole vede la sua ortografia modificata[8][9][10].
- Riforma del 1798: continuazione delle semplificazioni e aggiunta di termini rivoluzionari[9][11].
- Riforma del 1835: un quarto delle parole vede la sua ortografia modificata, la t d'ora in poi è ristabilita al plurale nelle parole del tipo enfans e le terminazioni verbali in oi passano a ai (étoit diventa était)[12].
- Riforma del 1878: introduzione di alcune tolleranze[13].
- Proposta di Émile Faguet, adottata dall'Académie française ma inutilizzata nel suo dizionario del 1935[9][14].
- Riforma del 1935: soppressione delle grafie doppie introdotte nel 1878[15].
- Proposte di Joseph Hanse, alcune delle quali accettate dall'Académie française nel 1976[16], ma questa vi rinuncia nel 1986[9].
- Rapporto del 1990 sulle rettifiche ortografiche del Consiglio superiore della lingua francese, approvato all'unanimità dall'Académie française[17].

I movimenti dissidenti quali Ortograf e Ortofasil rimproverano all'ortografia la sua complessità e propongono ortografie basate su una scrittura fonetica. Il risultato è una ortografia paragonabile a quella delle lingue la cui ortografia è ritenuta più facile (come l'italiano o lo spagnolo).